# Associazione Sportiva Fanfulla 1930-1931
Questa pagina raccoglie le informazioni riguardanti l'Associazione Sportiva Fanfulla nelle competizioni ufficiali della stagione 1930-1931.

## Stagione
Nella stagione 1930-1931 il Fanfulla si è piazzato in decima posizione con 23 punti. Il campionato è stato vinto dalla Comense con 44 punti che è stata promossa in Serie B. Al secondo posto con 35 punti il Seregno, al terzo con 33 la Pro Lissone.

## Rosa
| N. |                   | Ruolo | Calciatore        |
| -- | ----------------- | ----- | ----------------- |
|    | Italia (bandiera) | P     | Giacomo Gianora   |
|    | Italia (bandiera) | D     | Bassano Brunati   |
|    | Italia (bandiera) | D     | Silvio Corbellini |
|    | Italia (bandiera) | D     | Mario Salvatori   |
|    | Italia (bandiera) | D     | Vico Subinaghi    |
|    | Italia (bandiera) | D     | Attilio Torresani |
|    | Italia (bandiera) | C     | Bruno Baldini     |
|    | Italia (bandiera) | C     | Gaetano Biasini   |
|    | Italia (bandiera) | C     | Gino Biasini      |
|    | Italia (bandiera) | P     | Pietro Capra      |

| N. |                   | Ruolo | Calciatore           |
| -- | ----------------- | ----- | -------------------- |
|    | Italia (bandiera) | C     | Enrico Melzi         |
|    | Italia (bandiera) | C     | Vittorio Rancati     |
|    | Italia (bandiera) | C     | Gino Uggè            |
|    | Italia (bandiera) | A     | Giuseppe Canevara    |
|    | Italia (bandiera) | A     | Francesco Cappellini |
|    | Italia (bandiera) | P     | Dino Evi             |
|    | Italia (bandiera) | A     | Francesco Filippini  |
|    | Italia (bandiera) | A     | Rosolino Grignani    |
|    | Italia (bandiera) | A     | Giordano Valenti     |

Marcatori :
Giuseppe Canevara 15 reti  - Cappellini 11 reti - Valenti 6 reti - Biasini e Grignani 5 reti - Vico Subinaghi 3 reti - Filippini e Corbellini 2 reti - Melzi e Tullio 1 rete.